# Boris (gruppo musicale)
I Boris sono un gruppo rock sperimentale giapponese, formatosi a Tokyo nel 1992. Sono conosciuti per il loro stile che unisce ed attraversa diversi generi musicali quali drone, sludge, doom, stoner, rock psichedelico, indie e ambient.

## Formazione

### Formazione attuale
- Takeshi Ōtani - basso, chitarra e voce (1992-presente)
- Atsuo Mizuno - batteria e voce (1992-presente)
- Wata - chitarra e voce (1992-presente)

### Ex componenti
- Michio Kurihara - chitarra turnista
- Nagata - batteria

## Discografia
Album in studio
- 1996 - Absolutego
- 1998 - Amplifier Worship
- 2000 - Flood
- 2002 - Heavy Rocks
- 2003 - Akuma no Uta
- 2003 - Boris at Last -Feedbacker-
- 2004 - The Thing Which Solomon Overlooked
- 2005 - Dronevil
- 2005 - Sound Track from Film "Mabuta no Ura"
- 2005 - Pink
- 2006 - The Thing Which Solomon Overlooked 2
- 2006 - The Thing Which Solomon Overlooked 3
- 2006 - Dronevil -Final-
- 2006 - Vein
- 2008 - Smile
- 2011 - New Album
- 2011 - Attention Please
- 2011 - Heavy Rocks II
- 2013 - Präparat
- 2014 - The Thing Which Solomon Overlooked Extra
- 2014 - Noise
- 2015 - Urban Dance
- 2015 - Warpath
- 2015 - Asia
- 2017 - Dear
- 2019 - LφVE & EVφL
- 2019 - 1985
- 2020 - NO
- 2021 - New Album 2009
- 2022 - W
- 2022 - Heavy Rocks
- 2022 - Fade

EP
- 2002 - 1970 / ワレルライド
- 2008 - Message~Floorshaker
- 2009 - Scion A/V Remix: Buzz-In
- 2011 - Black Original Remix
- 2016 - Mr. Shortkill
- 2019 - Tears E.P.
- 2019 - Reincarnation Rose
- 2019 - Dear Extra

Album dal vivo
- 1998 - Keiji Haino with Boris - Black: Implication Flooding (Inoxia Records)
- 2005 - Boris Live Volume I: Live 96-98 (Archive Records)
- 2005 - Boris Live Volume II: Drumless Drone Power Ambient Disc (Archive Records)
- 2005 - Boris Live Volume III: Live 2001 Two Long Songs (Archive Records)
- 2007 - Boris with Merzbow - Rock Dream (Diwphalanx Records)
- 2008 - Smile - Live at Wolf Creek (Daymare Records)
- 2009 - Smile - Live in Prague
- 2010 - Boris / Variations + Live in Japan
- 2014 - Archive II
- 2016 - Crossing Waltz
- 2017 - Live at Third Man Records
- 2020 - Archive Volume Five "Pink Days"
- 2020 - Archive Volume Four "Evil Stack Live"

### Collaborazioni
- 2002 - Megatone (Boris/Merzbow)
- 2005 - 04092001 (Boris/Merzbow)
- 2005 - Sun Baked Snow Cave (Boris/Merzbow)
- 2006 - Altar (Boris/Sunn O))))
- 2006 - Boris with Michio Kurihara - Rainbow (Boris/Michio Kurihara)
- 2007 - Rock Dream (Boris/Merzbow)
- 2008 - Boris with Michio Kurihara - Cloud Chamber (Boris/Michio Kurihara)
- 2010 - BXI (Boris/Ian Astbury)
- 2011 - Klatter (Boris/Merzbow)
- 2015 - Boris + Endon – EROS (Boris/Endon)
- 2015 - 2007.12.10, "Altar" Presentation with Boris, Kentish Town Forum, London, The United Kingdom (Boris/Sunn O))))
- 2015 - Boris x GOTH-TRAD - Low End Meeting (Boris/Goth-Trad)
- 2016 - 現象 Gensho (Boris/Merzbow)
- 2018 - 不透明度 -You Laughed like a Water Mark- Live at Shelter 20070204 (Boris/Michio Kurihara)
- 2020 - リフレイン -If You / En Attendant Godot- (Boris/Z.O.A)
- 2020 - 2R0I2P0 (Boris/Merzbow)